# Santa-Anna-Kapelle (Rhodos)
Die Santa-Anna-Kapelle ist eine Kapelle des römisch-katholischen Erzbistums Rhodos in Ialysos auf der griechischen Insel Rhodos.
Santa Anna ist eine Kapelle mit einem Gebäude und einem Garten, gewidmet dem Patrozinium der Heiligen Anna. Die kleine Kapelle wurde 1893 in Gedenken an Adelaide Mass, die Ehefrau von Enrico Ducci, einem großzügigen Mäzen der katholischen Kirche auf Rhodos, errichtet. Er ließ außerdem das angrenzende Pflegeheim „Asilo Ducci“ bauen. Die Inschrift «Hoc sacellum dedicatum est Divae Adelaidi» ist auf dem Giebelfeld des Portals in der Fassade eingemeißelt, zusammen mit dem Familienwappen.
2005 wurde durch den örtlichen Priester eine Renovierung der Santa-Anna-Kapelle begonnen. Am 26. Juli 2006, dem Gedenktag der Heiligen Anna, wurde die Kapelle durch Bischof Luigi Bettazzi wieder eingeweiht und gesegnet. Ein nahestehendes, renoviertes Gebäude, die „Domus St. Philomenae“ ist der Heiligen Philomena gewidmet.
Das Areal hat die Adresse Sotiros 37, Ialisos 851 01, Rhodos/Griechenland, und liegt circa 6 km von Rhodos-Stadt entfernt.